# 馬拉博 (海地)
馬拉博（Marabou），是一類海地混血人的稱呼。這些人的祖先分別有黑人、歐洲人和印度人的血統。
這名詞出現在法國殖民時代，但是他們也被歸入穆拉托人。